# Snow Waltz
Snow Waltz è il sesto album in studio della musicista statunitense Lindsey Stirling, pubblicato nel 2022.

## Tracce
Edizione Standard
1. Sleigh Ride – 3:02
2. God Rest Ye Merry Gentlemen – 3:16
3. Crazy for Christmas (featuring Bonnie McKee) – 3:44
4. Feliz Navidad – 3:22
5. Joy to the World (Intro) – 0:21
6. Joy to the World – 3:06
7. Snow Waltz – 3:08
8. Christmas Time with You (featuring Frawley) – 3:20
9. Little Drummer Boy – 3:52
10. O Come, O Come Emmanuel – 3:31
11. O Holy Night – 4:16
12. Magic (featuring David Archuleta) – 3:29
13. Deck the Halls – 3:26
14. Ice Storm – 3:07

Tracce Bonus - Edizione Deluxe Target
1. Manger / Noel (Medley)
2. Dreidel (Medley)